# Prosper Depredomme
Prosper Depredomme (* 26. Mai 1918 in Thouars, Frankreich; † 8. November 1997 in Anderlecht) war ein belgischer Radrennfahrer.
Prosper Depredomme war Profi-Radrennfahrer von 1940 bis 1954. Er fuhr in diesen Jahren in verschiedenen Teams aus Frankreich, Italien und der Schweiz, in den meisten Jahren jedoch in Teams, die von Wolber gesponsert wurden, einer früheren französischen Fahrradfabrik.
Die größten Erfolge von Depredommes Laufbahn waren seine zwei Siege bei Lüttich–Bastogne–Lüttich, 1946 und 1950. 1938 wurde er zudem Dritter der Tour de l’Ouest, gewann 1942 das Omnium de la Route und 1943 den GP Stad Zottegem. Zweimal wurde er Dritter der belgischen Straßenmeisterschaft,  1945 und 1949. Zudem gewann er zahlreiche sogenannte „Kirmesrennen“.  Er startete auch bei vier Sechstagerennen, allerdings nur mit mäßigem Erfolg.